# Villeneuve (Aveyron)
Villeneuve is een gemeente in het Franse departement Aveyron (regio Occitanie). De plaats maakt deel uit van het arrondissement Villefranche-de-Rouergue. Villeneuve telde op 1 januari 2022 1.952 inwoners. Villeneuve is lid van Les Plus Beaux Villages de France.

## Geografie
De oppervlakte van Villeneuve bedroeg op 1 januari 2022 65,3 vierkante kilometer; de bevolkingsdichtheid was toen 29,9 inwoners per km².
De onderstaande kaart toont de ligging van Villeneuve met de belangrijkste infrastructuur en aangrenzende gemeenten.

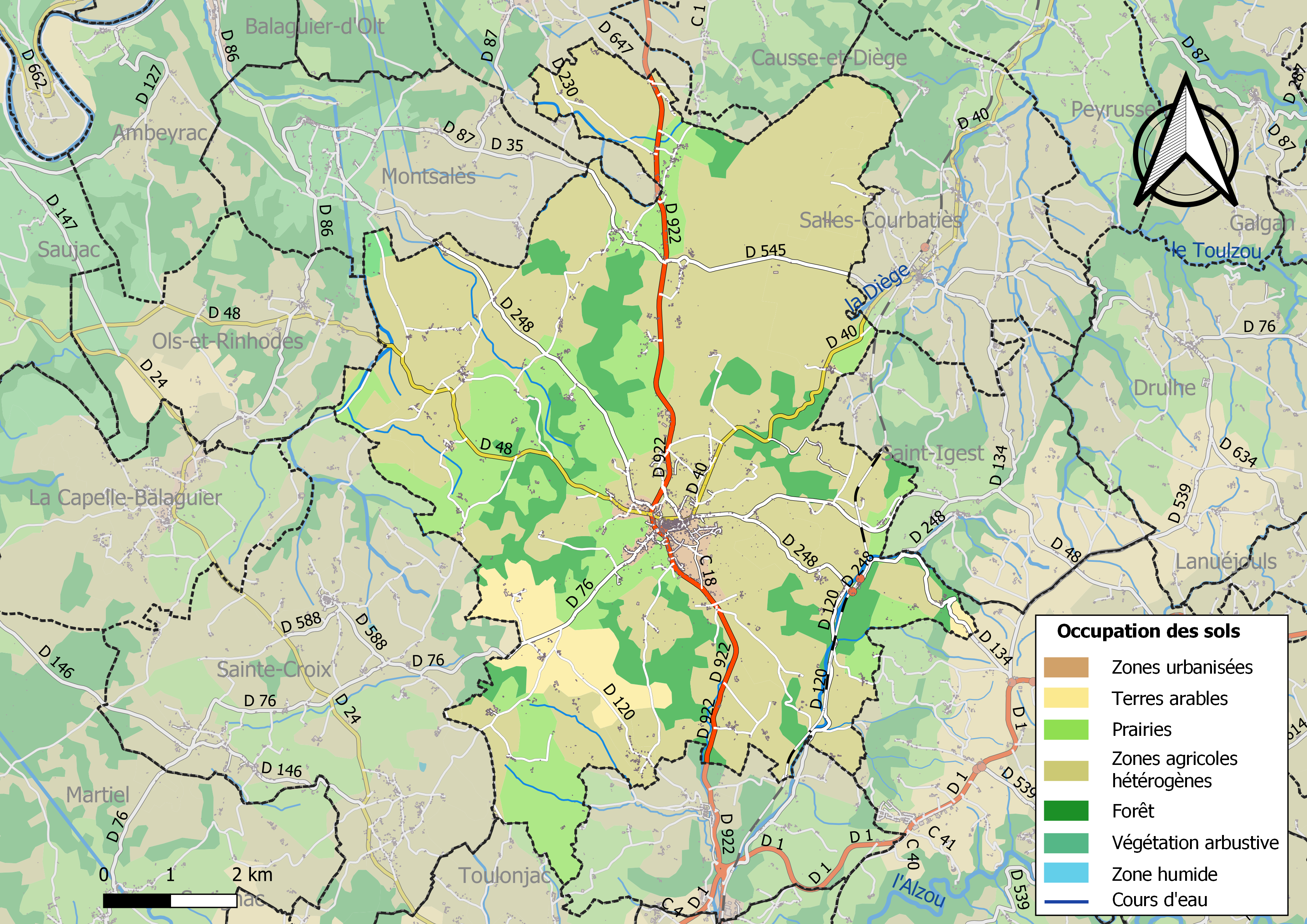

## Demografie
Onderstaande figuur toont het verloop van het inwonertal (bron: INSEE-tellingen).

Vanwege een beveiligingsprobleem met de MediaWiki Graph-software is het momenteel niet mogelijk deze grafiek weer te geven. Zodra de software is bijgewerkt zal de grafiek vanzelf weer zichtbaar worden.